# IEEE 754
Стандард IEEE 754 прописује начине записа и интерпретацију реалних бројева у покретним зарезу на рачунарима. Данас је најшире коришћен стандард интегрисан у многе процесоре (енгл. CPU, Central processing unit) и јединице за обраду бројева у покретном зарезу (енгл. FPU, Floating point unit). Стандард дефинише формате разних величина и специјалне вредности (попут бесконачности и немогућег броја). Такође одређује и четири мода заокруживања бројева и пет изузетака (специјалних случајева).
Мотив за развој стандарда су били бројни начини записа и интерпретације који су се користили у прошлости узроковавши непреносивост софтвера између два рачунара чији процесори не користе исти стандард. Софтвер пренет између два оваква рачунара обично је радио парцијално или уопште не, а добијени резултати су било практично неупотребљиви.
Пун назив сатандарда је IEEE Standard for Binary Floating-Point Arithmetic, што значи IEEE-ов (од енгл. Institute of Electrical and Electronics Engineers) стандард за бинарну аритметику у покретном зарезу.

## Формати
Следећа табела даје кратак преглед дефинисаних формата:
| Формат                         | Величина 1+r+p | Фракција p | Фракција при нормализованости | Експонент r | Вредности експонента при нормализованости | Увећање експонента B |
| ------------------------------ | -------------- | ---------- | ----------------------------- | ----------- | ----------------------------------------- | -------------------- |
| једноструки                    | 32 бита        | 23 бита    | 24 бита                       | 8 бита      | 1 ≤ E ≤ 254                               | 127                  |
| двоструки                      | 64 бита        | 52 бита    | 53 бита                       | 11 бита     | 1 ≤ E ≤ 2046                              | 1023                 |
| једноструки проширени          | > 42 бита      | > 30 бита  | > 31 бит                      | > 10 бита   |                                           | ≥ 1023               |
| двоструки проширени            | > 78 бита      | > 62 бита  | > 63 бита                     | > 14 бита   |                                           | ≥ 16383              |
| једноструки проширени, минимум | 43 бита        | 31 бит     | 32 бита                       | 11 бита     | 1 ≤ E ≤ 2046                              | 1023                 |
| двоструки проширени, минимум   | 79 бита        | 63 бита    | 64 бита                       | 15 бита     | 1 ≤ E ≤ 32766                             | 16383                |
| четвороструки                  | 128 бита       | 112 бита   | 113 бита                      | 15 бита     | 1 ≤ E ≤ 32766                             | 16383                |

## Интерпретација
Интерпретација броја умногоме зависи од вредности експонента, а следећа табела описује њен процес за све горенаведене моделе:
| Експонент Е | Фракција М | Интерпретација        | Ознака      | Опис                 |
| ----------- | ---------- | --------------------- | ----------- | -------------------- |
| E = 0       | M = 0      | × 0                   | ±0          | нула                 |
| E = 0       | M > 0      | (−1)S × M / 2p × 21−B | ±0,M × 21−B | денормализоваан број |
| 0 <         |            |                       | ±1,         | нормализован број    |
|             |            | × ∞                   | ±∞          | бесконачност         |
| E =         | M > 0      | ( или )               |             | немогућ број         |
Где су:
- - број битова експонента
- - број битова фракције
- - бројевна вредност бита знака
- - бројевна вредност експонента
- - бројевна вредност фракције